# A Passion Play
A Passion Play är ett av Jethro Tulls temaalbum med en enda låt, A Passion Play, vilken stilmässigt påminner om deras föregående platta Thick as a Brick, också den ett temaalbum. Trots en del kritik mot deras sätt att blanda instrumentalsolon och sång på gränsen till klassisk musik låg plattan en tid överst på den amerikanska albumlistan. I Storbritannien låg den som högst på 16:e plats.
Temat är en teaterpjäs i fyra akter, men officiellt finns bara en låt, och det finns heller inget sätt att på original vinylplattan se var gränserna mellan akterna går. Det har senare kommit ut en CD där plattan är uppdelad i ett stort antal låtar. Men originalutgåvan av LP:n består av en enda låt. 
Albumets framsida visar en uppenbart mördad balettdansös på en i övrigt tom teater, blod rinner från hennes mun.
Albumet spelades in London tidigt 1973, och gavs ut under våren samma år. Den är utgiven på Chrysalis Records och producerades av Ian Anderson. Även musiken ansvarar Anderson för. 

## Spår
Sida 1
- "A Passion Play, part I" – 23:09

Sida 2
- "A Passion Play, part II" – 21:58

## Medverkande
Jethro Tull
- Ian Anderson – tvärflöjt, akustisk gitarr, saxofon, sång
- Barriemore Barlow – trummor
- Martin Barre – gitarr
- John Evan – diverse klaviatur, tal
- Jeffrey Hammond – basgitarr, sång

Produktion
- Ian Anderson – musikproducent
- Terry Ellis – musikproducent
- David Palmer – arrangement
- Robin Black – ljudtekniker
- Brian Ward – foto